# エダウチヘゴ
エダウチヘゴ(Alsophila fenicis)は、フィリピン、台湾、蘭嶼が原産の木生シダである。湿林、森林辺縁部、丘の斜面等で育つ。幹は直立し、高さ1m、直径約6cmになる。羽葉は三回羽状で、長さ1.5-2mである。特徴として、最も低い羽片を通常欠いている。葉柄には棘があり、色は茶色から紫-濃茶色である。長い濃茶色の鱗片と小さい茶色の鱗片の2種類の鱗片に覆われている。鱗片の色が淡いこともある。胞子嚢群は丸く、小羽片の中央脈の両側に2列に並ぶ。外見が鱗片に似る非常に小さな包膜で覆われる。
Cyathea fujiianaは、この種のシノニムである。C. fujiianaのタイプ標本は、1924年5月にササキらが蘭嶼で収集した。Alsophila fenicis Posth.は、Sphaeropteris elmeriのシノニムである。
種小名のfenicisは、フィリピンのバタン島でタイプ標本を収集したエウジェニオ・フェニックスを記念したものである。この標本は、第二次世界大戦中にマニラのハーバリウムで破壊されてしまった。